# Mark Shields
Mark Stephen Shields (Weymouth, 25 de mayo de 1937 - Chevy Chase, 18 de junio de 2022) fue un columnista, asesor y comentarista político estadounidense. Trabajó en posiciones de liderazgo para las campañas electorales de muchos candidatos demócratas.
Proporcionó análisis y comentarios políticos semanales para PBS NewsHour desde 1988 hasta 2020. Su contraparte en pantalla de 2001 a 2020 fue David Brooks de The New York Times. Los homólogos anteriores fueron el difunto William Safire, Paul Gigot del Wall Street Journal y David Gergen. Shields también fue panelista habitual en Inside Washington, un programa semanal de asuntos públicos que se vio tanto en PBS como en ABC hasta que cesó la producción en diciembre de 2013. Shields fue moderador y panelista en Capital Gang de CNN durante 17 años.

## Primeros años
Nació y se crio en Weymouth, Massachusetts en el seno de una familia católica irlandesa; es hijo de Mary (Fallon), una maestra de escuela, y William Shields, un vendedor de periódicos, que estaba involucrado en la política local. Se graduó de la Universidad de Notre Dame en 1959 con una licenciatura en filosofía.

## Carrera
A principios de la década de 1960, se alistó en el Cuerpo de Marines de los Estados Unidos en Florida. Fue cabo de lanza antes de ser dado de baja en 1962.
Fue a Washington D. C. en 1965, donde se convirtió en ayudante del senador de Wisconsin, William Proxmire. Comenzó a trabajar para la campaña presidencial de Robert F. Kennedy en 1968. Más tarde ocupó cargos de liderazgo en las campañas presidenciales de Edmund Muskie y Morris Udall, y fue director político de Sargent Shriver cuando se postuló para vicepresidente de los Estados Unidos en la candidatura demócrata en 1972. Durante más de una década, ayudó a administrar campañas estatales y locales en unos 38 estados, incluida la exitosa campaña de reelección del actual alcalde de Boston, Kevin White, en 1975.
En 1979, Shields se convirtió en editorialista de The Washington Post. El mismo año, comenzó a escribir una columna que fue distribuida a nivel nacional por Creators Syndicate. Cubrió 12 campañas presidenciales y asistió a 24 convenciones de partidos nacionales. Enseñó política estadounidense y prensa en la Escuela Wharton de la Universidad de Pensilvania y en la Escuela McCourt de Políticas Públicas de la Universidad de Georgetown. Además, fue miembro del Instituto de Política de Harvard en la Escuela Harvard Kennedy.
Fue un comentarista político habitual en PBS NewsHour desde 1988 hasta 2020. La presentadora Judy Woodruff anunció en la edición del 14 de diciembre de 2020 de NewsHour que Shields dejaría el programa como analista habitual después de su edición del 18 de diciembre. Durante la última aparición regular de Shields el 18 de diciembre, Woodruff agregó que seguiría siendo un colaborador ocasional de NewsHour durante noticias y eventos políticos importantes.
Fue el autor de On the Campaign Trail, sobre la campaña presidencial de 1984.

## Vida personal
Se casó con Anne Hudson en 1966, quien es abogada y exfuncionaria del servicio civil en el Departamento del Interior de los Estados Unidos. Tienen una hija juntos, Amy, y dos nietos. Falleció de insuficiencia renal en su casa en Chevy Chase, Maryland el 18 de junio de 2022, a los 85 años.